# Biblioteca Salaborsa
La bibliothèque Salaborsa est une bibliothèque publique de Bologne. Elle a été inaugurée en 2001 dans la Sala Borsa d'où elle tire son nom.

## Histoire

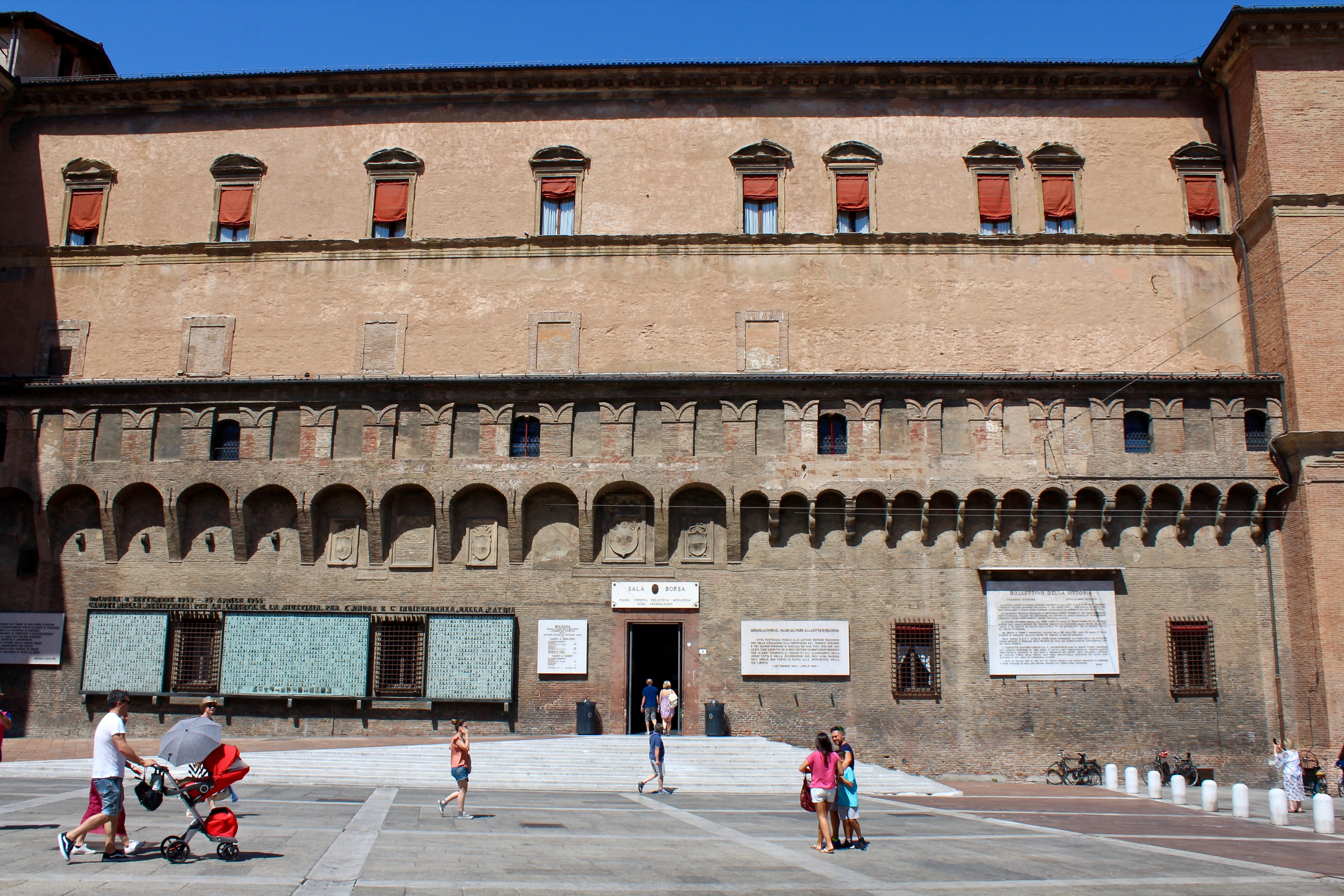
L'entrée de la bibliothèque.

Entre 1988 et 1990, en même temps que le projet d'urbanisme connu sous le nom de Parc Urbain de la Piazza Maggiore, il a été proposé de transformer les bureaux municipaux de la Sala Borsa en centre culturel moderne. En effet, la Bibliothèque centrale du Palazzo Montanari souffrait d'un manque d'espace et l'intention était de rendre au public de grandes parties du Palazzo d'Accursio.
Dans les années 1990, parallèlement à l'avancée des travaux, les études sur la construction de la nouvelle bibliothèque se poursuivent, notamment entre 1995 et 1997, lorsque le projet est considéré comme prioritaire par l'administration  dans la perspective de la nomination de Bologne comme Capitale européenne de la culture pour 2000. La Sala Borsa se définit donc comme une grande bibliothèque publique généraliste, contemporaine et multimédia : 12 000 m2 d'espace, 100 000 volumes à l'ouverture avec une capacité potentielle de 400 000, une place couverte comme noyau central de la bibliothèque pouvant être utilisée pour conférences, expositions et plus encore; des supports audiovisuels et multimédias tels que des CD et des cassettes vidéo ; 620 périodiques italiens et étrangers et 45 journaux consultables.
Les travaux se sont poursuivis entre 1997 et 2000, malgré le changement de majorité municipale en 1999 qui jugeait le projet trop coûteux (le coût de gestion annuel prévu était de 7,695 milliards de lires). Certains appels d'offres ont été arrêtés et il était prévu d'étendre la zone accordée aux activités privées. Le 12 décembre 2001, la bibliothèque a finalement été inaugurée, pour un financement total de 51 milliards de lires.

## Description

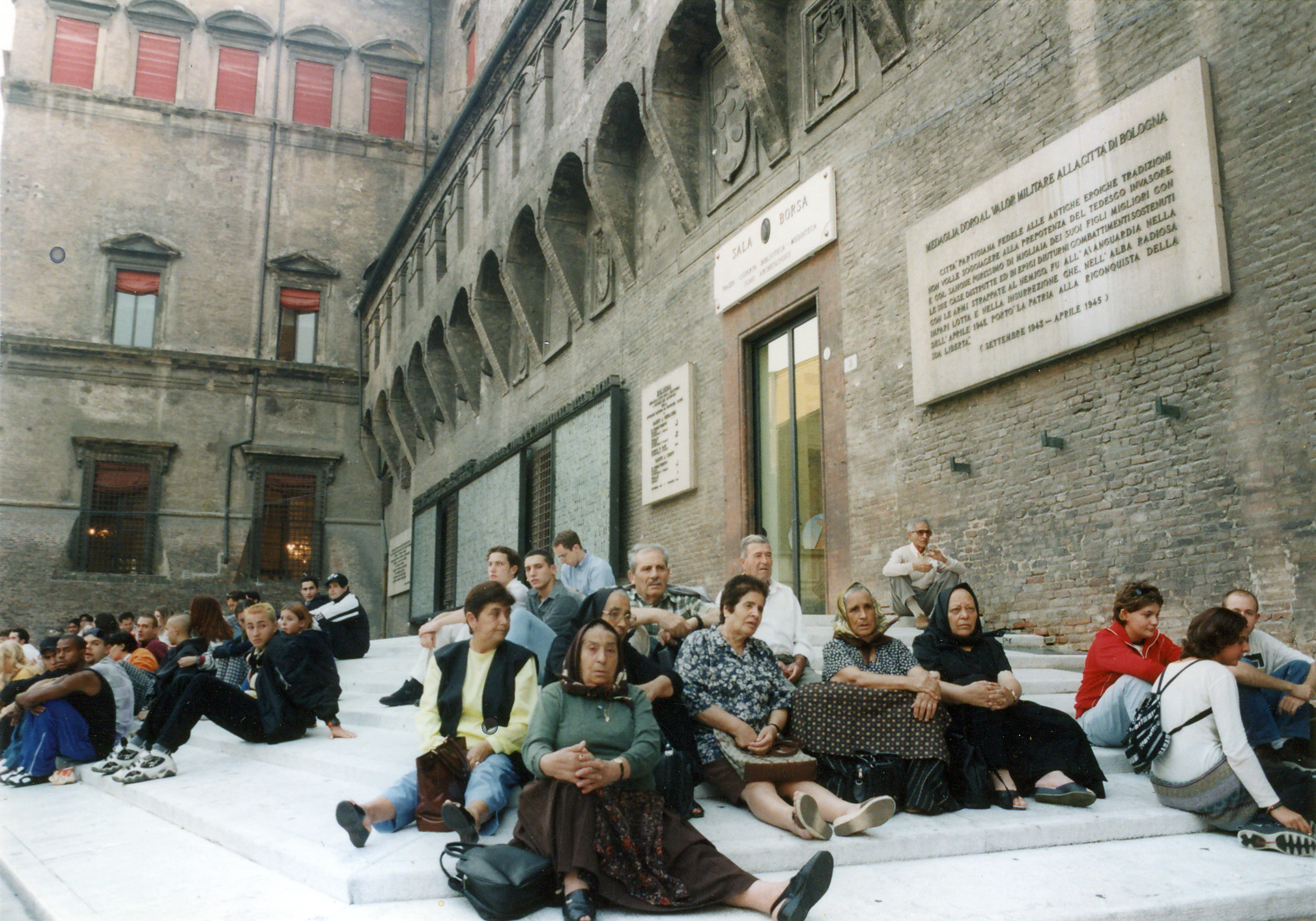
Pèlerins devant la Bibliothèque, lors de la célébration du Grand Jubilé, 2000.

Salaborsa est une bibliothèque publique multimédia d'information générale sur la culture contemporaine, notamment à travers différents types de documents : livres, livres audio, journaux, bandes dessinées, magazines, cartes, vidéos, CD audio, DVD, CD-ROM et bases de données. Les objectifs de la bibliothèque comprennent :
- la diffusion de l'utilisation des ressources électroniques et l'accès aux nouvelles technologies de l'information ;
- la documentation de la société bolonaise contemporaine et de l'aire métropolitaine ;
- servir de point de rencontre par des services et l'organisation d'événements culturels ouverts à tous[5].

### Statistiques
En 2019, plus de 1 200 000 personnes ont visité la bibliothèque et environ 530 000 prêts ont été effectués.

## Patrimoine
La bibliothèque a hérité des collections et des fonctions des bibliothèques Centrale, Ragazzi et Ruffilli. Elle rassemble plus de 255 000 volumes, dont 55 000 pour enfants et adolescents, tous placés sur des rayonnages ouverts. Elle possède également une vaste collection multimédia qui comprend environ 6 700 bandes vidéo, 11 500 CD, 2 000 CD-ROM et DVD et 53 000 autres documents audiovisuels.
Le catalogue des collections de la bibliothèque peut être consulté sur l'OPAC du Centre de Bologne du Service de la Bibliothèque nationale (SBN/UBO).
La bibliothèque gère, pour le compte du système métropolitain de bibliothèques de Bologne, EmiLib, la bibliothèque numérique de la région Émilie-Romagne. Elle fait partie du réseau MLOL (Media Library On-Line) et compte 85 082 ebooks ainsi que la mise à disposition d'autres ressources numériques telles que des journaux, des magazines, des partitions musicales, des images et des livres audio,.